# Fralignes
Fralignes ist eine französische Gemeinde mit 96 Einwohnern (Stand: 1. Januar 2022) im Département Aube in der Region Grand Est (vor 2016 Champagne-Ardenne). Sie gehört zum Arrondissement Troyes und zum Kanton Bar-sur-Seine.

## Lage
Fralignes liegt etwa 25 Kilometer ostsüdöstlich von Troyes.
Nachbargemeinden sind Villy-en-Trodes im Norden, Magnant im Osten, Bourguignons im Süden und Westen sowie Marolles-lès-Bailly im Westen und Nordwesten.

## Bevölkerungsentwicklung
| Jahr                      | 1962 | 1968 | 1975 | 1982 | 1990 | 1999 | 2006 | 2011 | 2016 |
| ------------------------- | ---- | ---- | ---- | ---- | ---- | ---- | ---- | ---- | ---- |
| Einwohner                 | 107  | 114  | 78   | 92   | 76   | 65   | 71   | 80   | 89   |
| Quelle: Cassini und INSEE |      |      |      |      |      |      |      |      |      |

## Sehenswürdigkeiten

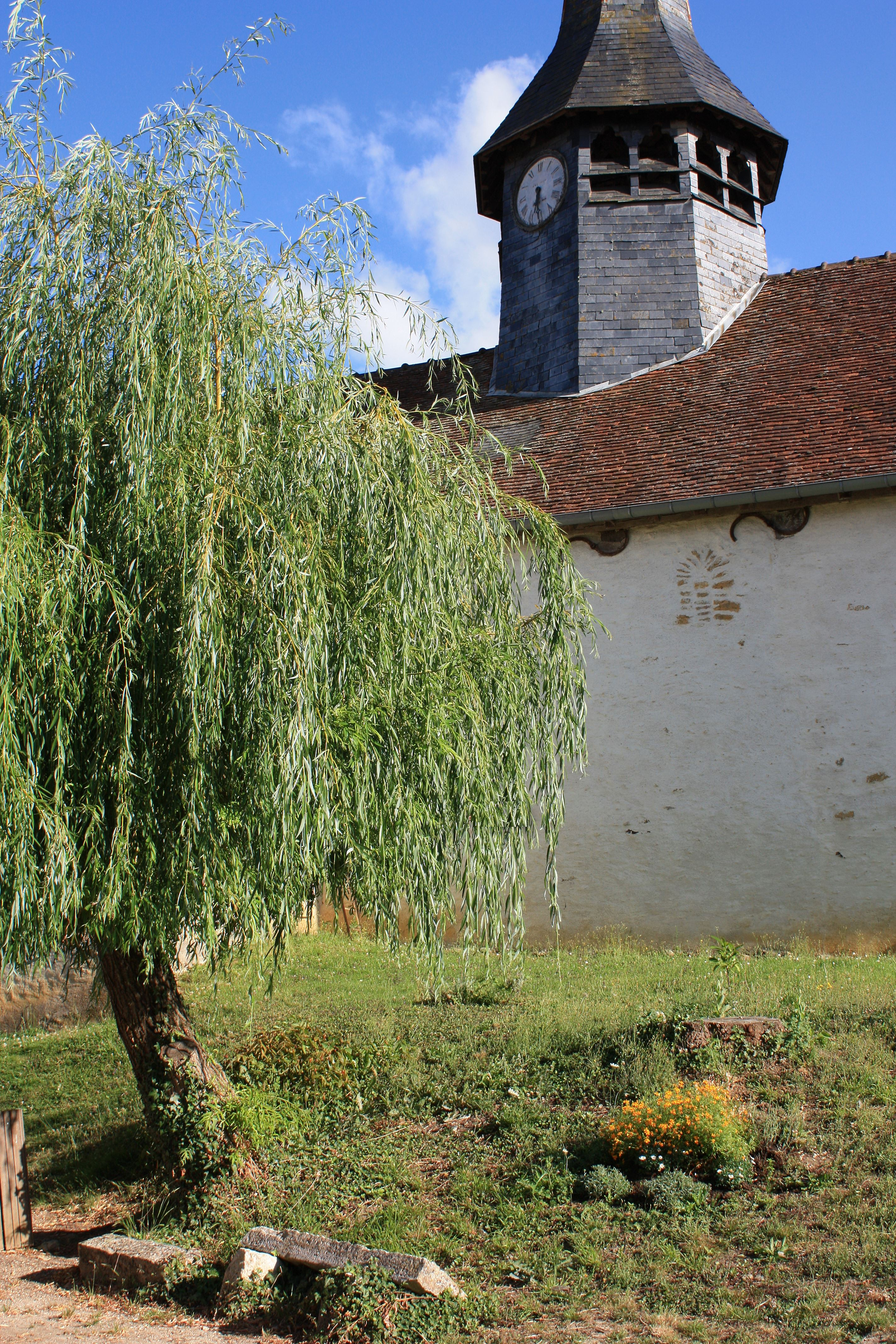
Kirche Saint-Parre

- Kirche Saint-Parre